# 花园大楼
花园大楼（Victoria Park Mansions）原业主为英商先农股份有限公司（Tientsin Land Investment.Co.Ltd.），建于1934年。坐落于天津英租界的海大道（Taku Road）（今和平区大沽北路176号至192号）。中华人民共和国成立后曾由天津市经济和信息化委员会及天津市城乡建设和交通委员会办公使用。作为大沽北路现今留存不多的近代建筑，该楼为天津市文物保护单位。

## 简介

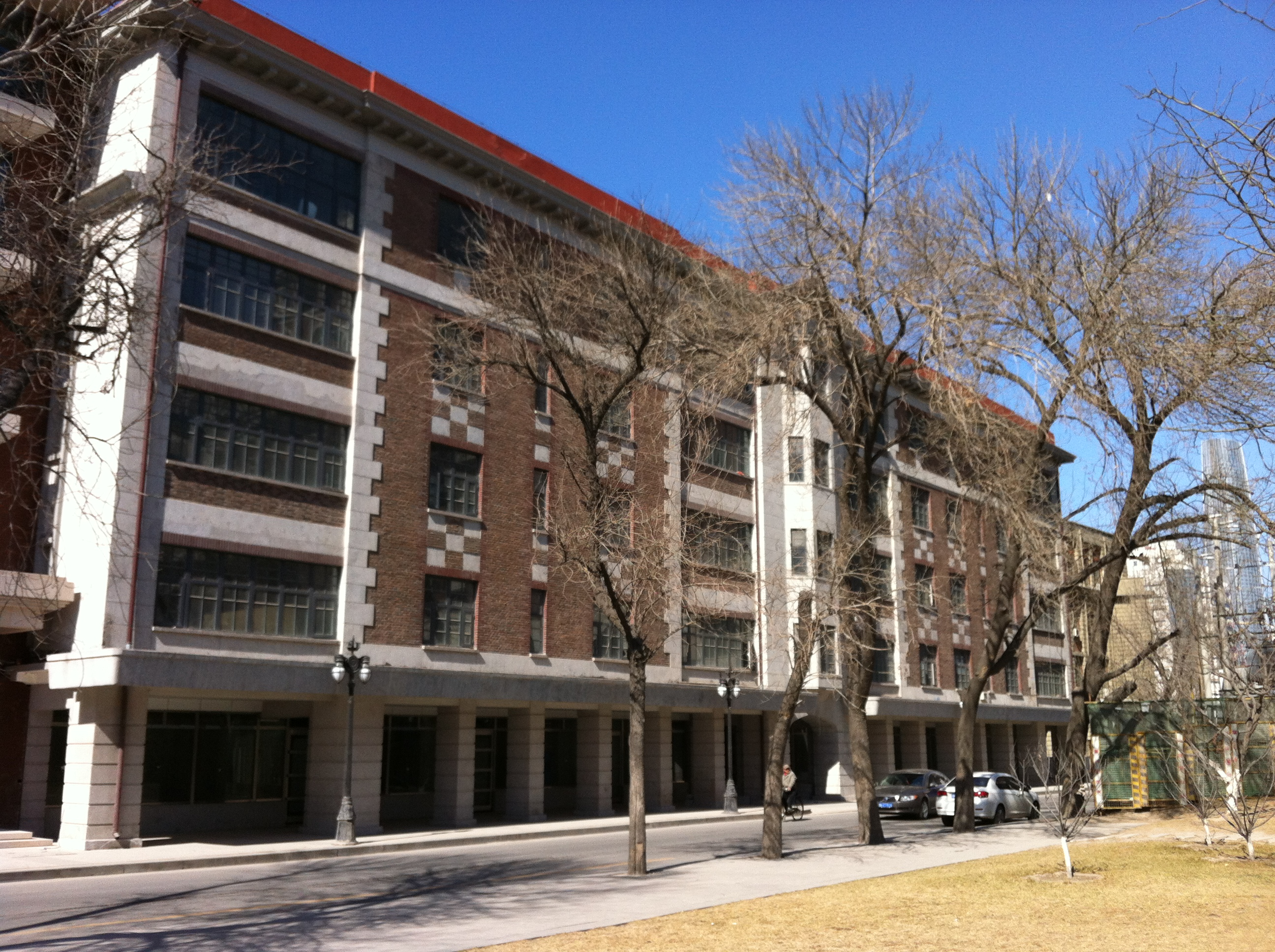
花园大楼外景

1932年10月8日，先农公司租英商平和洋行（Liddell Bros. & Co.Ltd.）在天津英租界占地10.377亩的土地。1934年，英商景明工程司（Hemmings & Parkin.Ltd.）在该地块上设计建造花园大楼。由于东隔大沽路紧邻维多利亚花园，大楼因此得名。花园大楼总建筑面积为11308.11平方米，为混合结构5层楼房，平面为“L”型，沿大沽路底层设有商店房，建筑二至五层设有244间单元住房。花园大楼楼层主要为内廊式，全楼建有四部楼梯和一部电梯。花园大楼当年住户大部分为洋行的高级职员和外国的领事，是一幢高级公寓式大楼。